# 32-я танковая дивизия (СССР)
32-я танковая дивизия — воинское соединение Красной армии Вооружённых Сил СССР в Великой Отечественной войне. Период боевых действий: с 22 июня 1941 года по 10 августа 1941 года.
Условное наименование — войсковая часть (в/ч) № 9656.
Сокращённое наименование — 32 тд.

## История формирования
32-я танковая дивизия сформирована в марте 1941 года в Киевском Особом военном округе в составе 4-го механизированного корпуса 6-й армии на базе 30-й лёгкотанковой бригады 2-го формирования. Дислоцировалась в Львове. Была одной из наиболее укомплектованной материальной частью танковых дивизий СССР к началу войны и имела: 49 КВ-1 (Ф-32), 173 Т-34, 31 БТ-7, 63 Т-26, 7 ХТ, 38 Т-27, 17 БА-20 и 28 БА-10.

## Участие в боевых действиях
Период вхождения в действующую армию: 22 июня 1941 года — 10 августа 1941 года.
С 22 июня 32-я танковая дивизия вела бои на Львовском выступе против правого крыла немецкой ударной группировки группы армий «Юг». Утром 22 июня поднятый по боевой тревоге взвод управления 63-го танкового полка дивизии (пять танков КВ-1, два Т-34, два бронеавтомобиля БА-10), которым командовал лейтенант П. Д. Гудзь, вступил в бой в районе Кристинополя. Согласно некоторым источникам, командирский КВ Гудзя (механик-водитель Галкин) тогда совершил первый за войну танковый таран в дивизии, а возможно, и во всей РККА.
В соприкосновение с противником вся дивизия вошла 23 июня 1941 года на юго-западной окраине Радзехова, уничтожив 18 немецких танков при потере дивизией 11 танков.
25 июня ливизия контратаковала части 14-го механизированного корпуса немцев в районе западнее Яворова от пункта Язув Старый против немецких 1-й горнопехотной и 68-й дивизии, потеряв в бою 15 танков.
С 26 июня северо-западнее Львова дивизия успешно отбивала атаки 1-й горнопехотной дивизии. В дальнейшем вела оборонительные бои в районе Старо-Константинова, Янушполя. В начале июля участвовала в обороне Бердичева, действуя против 16-й танковой дивизии. Остатки дивизии попали в окружение под Уманью в конце июля.
10 августа расформирована и на её базе созданы 1-я (с 16 февраля 1942 года — 6-я гвардейская танковая бригада) и 8-я танковая бригада (с 11 января 1942 года 3-я гвардейская танковая бригада).

## Состав
- 63-й танковый полк, в/ч 9752;
- 64-й танковый полк, в/ч 9765;
- 32-й мотострелковый полк, в/ч 4350;
- 32-й гаубичный артиллерийский полк, в/ч 9784;
- 32-й отдельный зенитно-артиллерийский дивизион, в/ч 9736;
- 32-й разведывательный батальон, в/ч 9695;
- 32-й отдельный батальон связи, в/ч 9698;
- 32-й автотранспортный батальон, в/ч 9799;
- 32-й ремонтно-восстановительный батальон, в/ч 9810;
- 32-й понтонный батальон, в/ч 9789;
- 32-й медико-санитарный батальон, в/ч 9817;
- 32-я рота регулирования, в/ч 9713;
- 32-й полевой автохлебозавод, в/ч 9849;
- 735-я полевая почтовая станция;
- 588-я полевая касса Госбанка[2][5]

## Командование дивизии

### Командир дивизии
- Пушкин, Ефим Григорьевич (11.03.1941 — 10.08.1941), полковник[7]

### Военный комиссар дивизии
- Чепига Дмитрий Георгиевич (20.03.1941 — 10.08.1941), старший батальонный комиссар[8]

### Начальник штаба дивизии
- Зимин Сергей Васильевич, подполковник[2]

### Начальники политотдела
- Котенко Михаил Григорьевич (20.03.1941 — 10.08.1941), батальонный комиссар[8]

## Документы
- Доклад командира 32-й танковой дивизии о боевых действиях за период с 22 июня по 14 июля 1941 года. ЦАМО, ф. 229, оп. 3780сс, д. 6, лл. 150—157.